# Gordon Lyon

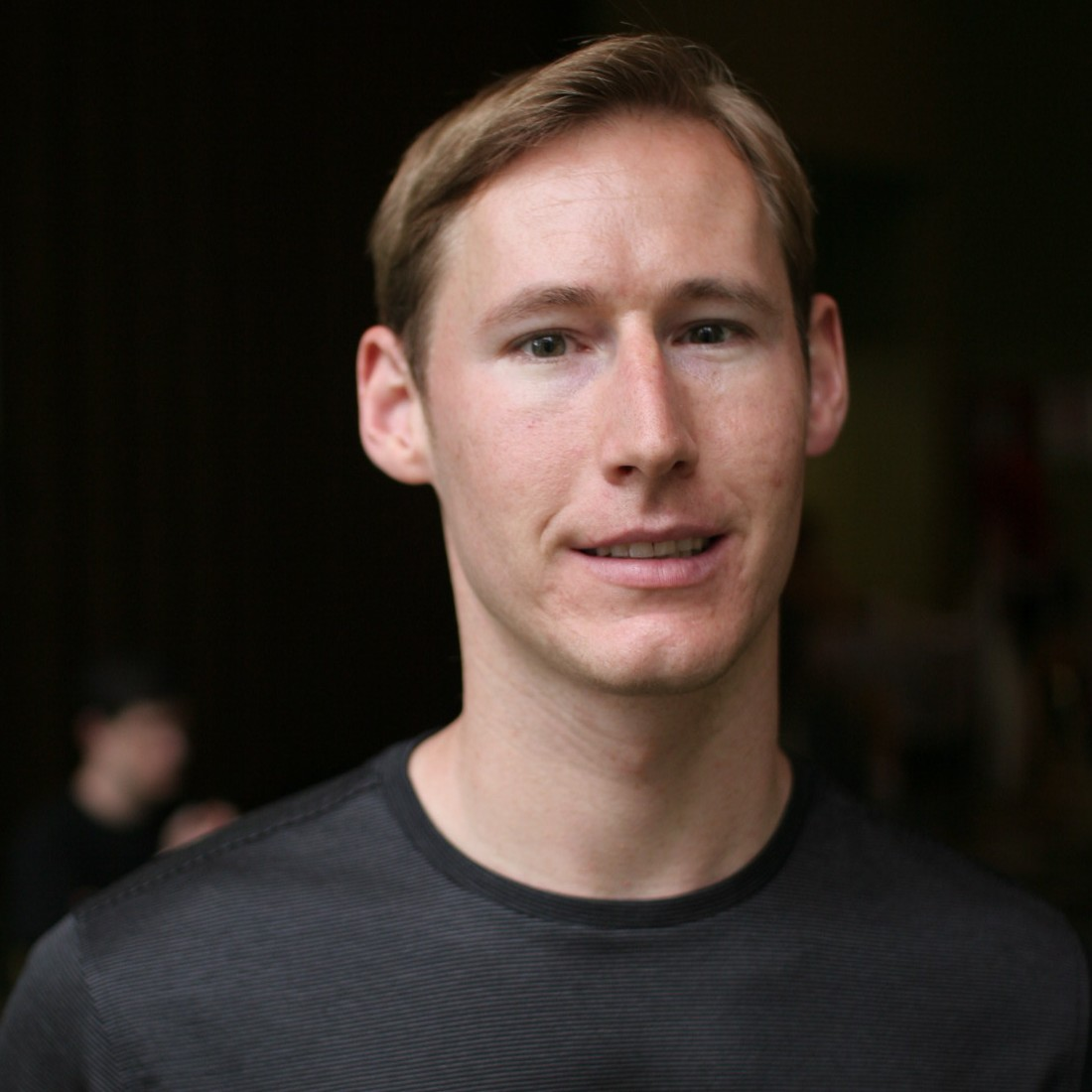
Fyodor na conferência Hackers on Planet Earth, 2006

Fyodor é o pseudônimo de Gordon Lyon, autoproclamado hacker, especialista em segurança e criador do famoso nmap, um scanner de portas, ferramenta muito importante na análise de redes.